# 아르투로 비달
아르투로 에라스모 비달 파르도(스페인어: Arturo Erasmo Vidal Pardo, 1987년 5월 22일~)는 칠레의 축구 선수로, 현재 프리메라 디비시온의 콜로-콜로에서 활동하고 있다. 포지션은 미드필더이다.

## 어린 시절
비달은 칠레의 수도인 산티아고의 산 호아킨에서 노동자 가족의 6남매 중 둘째로 태어났다. 그는 그의 삼촌에 의해 축구 재능을 확인받았고, 이후 칠레 프리메라 디비시온의 거함 콜로-콜로의 유소년팀에 합류하였다.

## 구단 경력

### 콜로-콜로
비달은 2006년 아페르투라 토너먼트 결승전 1차전에서 데뷔전을 치렀다. 이 경기에서 콜로-콜로는 최대 라이벌 CF 우니베르시다드 데 칠레를 상대하였다. 비달은 곤살로 피에로와 막판 교체투입되었다. 콜로-콜로는 이 경기에서 2-1로 승리하였고, 이후 챔피언쉽 우승도 거두었다. 그다음 시즌 (2006년 클라우수라 토너먼트)에는 콜로-콜로의 더 중추적인 멤버가 되었고, 팀은 타이틀 방어에 성공하였다. 비달은 2006년 코파 수다메리카나에서 3골을 득점하였다. 그의 성과는 다수의 유럽 클럽들의 관심을 받았다.

### 바이어 레버쿠젠
2007년 아페르투라를 끝으로 콜로-콜로와 결별한 비달은, 같은 해 여름에 바이어 04 레버쿠젠으로 이적하였다. 레버쿠젠은 이전부터 그를 주시하였고, 2007년 FIFA U-20 월드컵에서의 맹활약은 루디 푈러 레버쿠젠 단장이 칠레로 직접 그를 찾아가 20세의 비달에게 계약을 제시하였다. 이후 레버쿠젠은 콜로-콜로와 $11M 계약을 합의하였고, 그 가격의 70%인 $7.7M을 우선 지불하였다. 그의 이적은 비야레알 CF로 방출될 당시 $9M을 기록했던 마티아스 페르난데스의 클럽 이적료 기록을 갈아치웠다.
비달은 비록 첫 경기를 부상으로 결장하였으나, 그는 주전자리를 일찌감치 꿰차는데 성공하였고, 2007년 8월 19일에 패했던 함부르크 SV 원정에서 데뷔하였다. 그는 시즌 절반의 경기를 주전으로 출전하였고, 그의 3번째 출전 경기에서 첫골을 뽑아내었다. 그는 2008-09 시즌에 중추적인 역할을 맡으며 팀을 DFB-포칼 결승전에 올려놓았다. 3월 8일, 그는 VfL 보훔전에서 실신당하여 1달동안 그라운드에 출전하지 못하였다. 그는 복귀 이후, 1. FSV 마인츠 05와의 포칼 준결승전에서 침묵을 깨는 골로 4-1 승리를 이끌었으나, 레버쿠젠은 결승전에서 SV 베르더 브레멘에 패하였다.
2010-11 시즌은 비달의 레버쿠젠 마지막 시즌이었다. 그는 팀이 리그 준우승을 거두고, 11어시스트를 기록하며 이 부문에서 공동 2위를 기록하였다. 그는 2어시스트로 팀의 UEFA 유로파리그 2010-11 16강행에도 기여하였다.

### 유벤투스

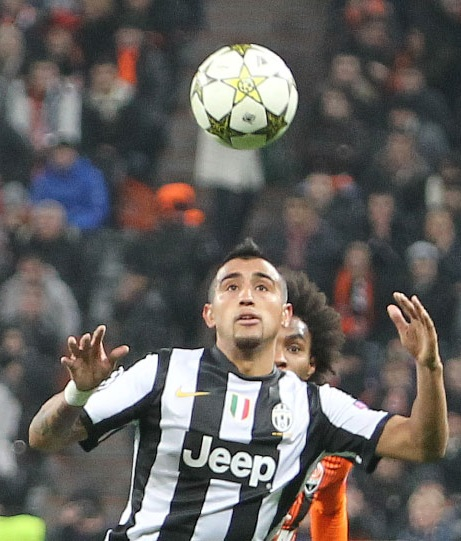
2012년 8월 유벤투스 FC의 비달

훌륭한 2010-11 시즌을 보낸 비달은 바이어의 리그 라이벌 FC 바이에른 뮌헨을 비롯한 다수의 클럽과 링크되었다. 2011년 7월 22일, 그는 세리에 A의 유벤투스 FC와 €10.5M의 5년 계약을 맺으며 이적하였다. 그는 파르마 FC와의 리그 개막전에서 알레산드로 델 피에로와 후반전에 교체 투입되며 데뷔하였다. 그로부터 6분 후, 그는 첫골을 신고하며 팀의 4-1 승리를 도왔다. 안토니오 콘테 감독의 지도 하에, 그는 이탈리아 축구 국가대표팀 소속의 안드레아 피를로와 클라우디오 마르키시오와 함께 중원에 배치되었고, 팀의 2011-12 시즌의 무패우승 멤버가 되었다. 그는 SSC 나폴리전 결승골과 AS 로마전 두골을 포함하여 7골 3어시스트를 기록하였다.

### 바이에른 뮌헨
2015년 7월 28일, FC 바이에른 뮌헨과 4년 계약을 맺으며 이적했다.

### 바르셀로나
2018년 8월 3일, FC 바르셀로나와 3년 계약을 맺으며 이적했다.

### 인테르나치오날레 밀라노
2020년 9월 22일, 유벤투스 시절 자신을 영입했던 안토니오 콘테 감독이 비달을 재영입 하며 6년 만에 다시 만나게 됐다.
2022년 7월 11일, 상호 계약 해지로 인터 밀란과 결별하였다.

### 브라질
2022년 7월 14일, CR 플라멩구에 입단했다. 2023년 7월 13일, 상호 계약 해지로 플라멩구와 결별하였다.
2023년 7월 14일, 아틀레치쿠 파라나엔시에 입단했다.

### 콜로-콜로 복귀
2024년 1월 22일, 긴 해외 생활을 청산한 비달은 콜로-콜로에 입단하며 친정팀에 복귀했다.

## 국가대표 경력

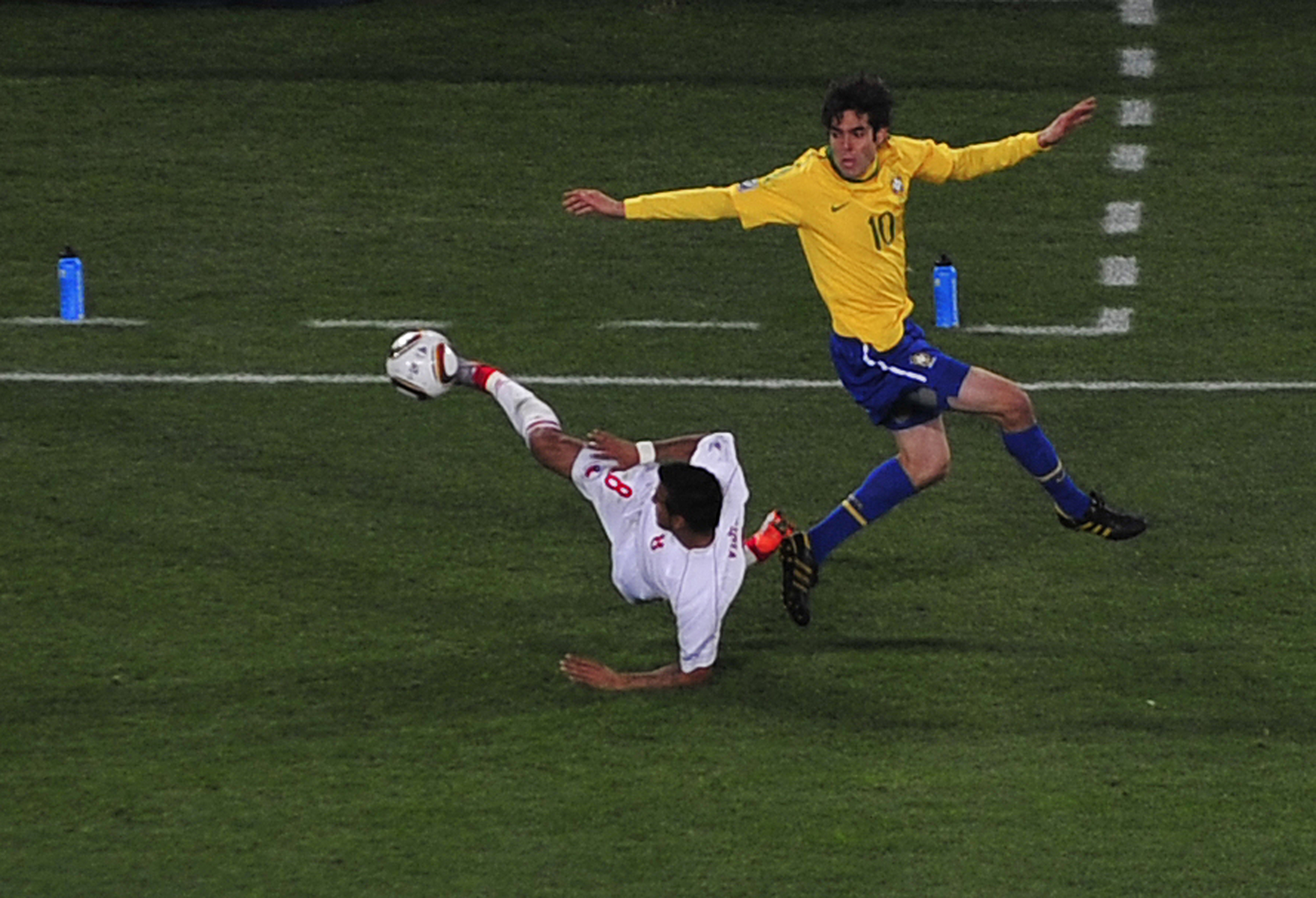
2010년 FIFA 월드컵에서 브라질의 카카를 상대하는 비달

비달은 파라과이에서 열린 2007년 남미 U-20 챔피언쉽에서 칠레 대표 일원으로 참가하였다. 그는 이 대회에서 6골을 득점하며 득점 2위에 랭크하였다. 그는 대회에서 중앙 미드필더로 활약하며 팀의 2007년 FIFA U-20 월드컵 본선행을 이끌었고, 이 대회에서 비달은 포르투갈과의 16강전 결승골을 포함한 2골을 득점하며 팀의 대회 3위를 이끌었다. 비달은 베네수엘라전에서 성인팀 데뷔전을 치루었고, 칠레는 이 경기에서 1-0으로 이겼다. 그는 2010년 FIFA 월드컵 예선전에서 마르셀로 비엘사 감독의 지도 아래 주전으로 활약하였고, 11경기에 출전하여 1골을 득점하였다. 이후, 월드컵 본선을 앞두고 비달은 23인 최종 엔트리에 승선하였다. 그 뒤 2011년 코파 아메리카, 2014년 FIFA 월드컵, 2015년 코파 아메리카의 엔트리에 포함되어 활약했다.

### 국가대표팀 득점 기록
| 골 | 날짜             | 경기장                                        | 상대       | 득점 | 최종결과 | 대회                    |
| -- | ---------------- | --------------------------------------------- | ---------- | ---- | -------- | ----------------------- |
| 1. | 2009년 9월 5일   | 에스타디오 모누멘탈 다비드 아레야노, 산티아고 | 베네수엘라 | 1–0  | 2–2      | 2010년 FIFA 월드컵 예선 |
| 2. | 2010년 11월 17일 | 에스타디오 모누멘탈 다비드 아레야노, 산티아고 | 우루과이   | 2–0  | 2–0      | 친선경기                |
| 3. | 2011년 7월 4일   | 에스타디오 델 비센테나리오, 산후안            | 멕시코     | 2–1  | 2–1      | 2011년 코파 아메리카    |
| 4. | 2012년 6월 2일   | 에스타디오 에르난도 실레스, 라파스            | 볼리비아   | 0–2  | 0–2      | 2014년 FIFA 월드컵 예선 |

## 수상

#### 콜로-콜로
- 칠레 프리메라 디비시온 : 2006년 아페르투라, 2006년 클라우수라, 2007년 아페르투라

#### 유벤투스
- 세리에 A : 2011-12, 2012-13, 2013-14, 2014-15
- 코파 이탈리아 : 2014-15
- 수페르코파 이탈리아나 : 2012, 2013

#### 바이에른 뮌헨
- 분데스리가 : 2015-16, 2016-17, 2017-18
- DFB 포칼 : 2015-16
- DFL 슈퍼컵 : 2016, 2017

#### 바르셀로나
- 라리가 : 2018-19
- 수페르코파 데 에스파냐 : 2018

#### 인테르나치오날레
- 세리에 A : 2020-21
- 코파 이탈리아 : 2021-22
- 수페르코파 이탈리아나 : 2021

#### 플라멩구
- 코파 두 브라질 : 2022
- 코파 리베르타도레스 : 2022

#### 칠레
- 코파 아메리카 : 2015, 2016

### 개인
- VDV 올해의 팀 : 2010-11, 2015-16
- 분데스리가 올해의 팀 : 2010-11, 2015-16
- 세리에 A 올해의 팀 : 2012-13, 2013-14
- 코파 아메리카 대회 베스트 : 2015, 2016, 2019
- 코파 아메리카 결승전 MoM (vs. 아르헨티나)
- ESM 올해의 팀 : 2013-14
- 칠레 올해의 선수 : 2016
- 칠레 올해의 해외 선수 : 2011
- 유벤투스 올해의 선수 : 2012-13
- 골닷컴 올해의 미드필더 : 2012-13

## 경력 통계
2024년 11월 10일 기준
| 경력      | 경력               | 경력              | 리그 | 리그 | 컵   | 컵   | 대륙 | 대륙 | 기타 | 기타 | 합계 | 합계 |
| 시즌      | 클럽               | 리그              | 출장 | 득점 | 출장 | 득점 | 출장 | 득점 | 출장 | 득점 | 출장 | 득점 |
| --------- | ------------------ | ----------------- | ---- | ---- | ---- | ---- | ---- | ---- | ---- | ---- | ---- | ---- |
| 2005      | 콜로-콜로          | 프리메라 디비시온 | 2    | 0    | -    | -    | -    | -    |      |      | 2    | 0    |
| 2006      | 콜로-콜로          | 프리메라 디비시온 | 19   | 0    | -    | -    | 12   | 3    |      |      | 31   | 3    |
| 2007      | 콜로-콜로          | 프리메라 디비시온 | 15   | 2    | -    | -    | 8    | 0    |      |      | 23   | 2    |
| 2007–08   | 바이어 04 레버쿠젠 | 1 분데스리가      | 24   | 1    | 0    | 0    | 9    | 0    |      |      | 33   | 1    |
| 2008–09   | 바이어 04 레버쿠젠 | 1 분데스리가      | 29   | 3    | 6    | 3    | -    | -    |      |      | 35   | 6    |
| 2009–10   | 바이어 04 레버쿠젠 | 1 분데스리가      | 31   | 1    | 1    | 0    | -    | -    |      |      | 32   | 1    |
| 2010–11   | 바이어 04 레버쿠젠 | 1 분데스리가      | 33   | 10   | 2    | 1    | 8    | 2    |      |      | 44   | 13   |
| 2011–12   | 유벤투스 FC        | 세리에 A          | 33   | 7    | 2    | 0    | -    | -    |      |      | 35   | 7    |
| 2012–13   | 유벤투스 FC        | 세리에 A          | 31   | 10   | 4    | 1    | 9    | 3    | 1    | 1    | 45   | 15   |
| 2013-14   | 유벤투스 FC        | 세리에 A          | 32   | 11   | 1    | 0    | 12   | 7    | 1    | 0    | 46   | 18   |
| 2014-15   | 유벤투스 FC        | 세리에 A          | 28   | 7    | 4    | 0    | 12   | 1    | 1    | 0    | 45   | 8    |
| 2015-16   | 바이에른 뮌헨      | 1 분데스리가      | 30   | 4    | 6    | 1    | 11   | 2    | 1    | 0    | 48   | 7    |
| 2016-17   | 바이에른 뮌헨      | 1 분데스리가      | 27   | 4    | 5    | 1    | 8    | 3    | 1    | 1    | 41   | 9    |
| 2017-18   | 바이에른 뮌헨      | 1 분데스리가      | 22   | 6    | 5    | 0    | 7    | 0    | 1    | 0    | 35   | 6    |
| 2018-19   | 바르셀로나         | 라리가            | 33   | 3    | 8    | 0    | 11   | 0    | 1    | 0    | 53   | 3    |
| 2019-20   | 바르셀로나         | 라리가            | 33   | 8    | 2    | 0    | 7    | 0    | 1    | 0    | 43   | 8    |
| 2020-21   | 인테르나치오날레   | 세리에 A          | 23   | 1    | 3    | 1    | 4    | 0    |      |      | 30   | 2    |
| 2021-22   | 인테르나치오날레   | 세리에 A          | 28   | 1    | 5    | 0    | 7    | 1    | 1    | 0    | 41   | 2    |
| 2022      | 플라멩구           | 세리 A            | 15   | 2    | 6    | 0    | 5    | 0    |      |      | 26   | 2    |
| 2023      | 플라멩구           | 세리 A            | 6    | 0    | 2    | 0    | 5    | 0    | 12   | 0    | 25   | 0    |
| 2023      | 파라나엔시         | 세리 A            | 7    | 0    |      |      | 2    | 0    |      |      | 9    | 0    |
| 2024      | 콜로 콜로          | 프리메라 디비시온 | 19   | 4    | 5    | 2    | 10   | 1    | 1    | 1    | 35   | 8    |
| 경력 합계 | 경력 합계          | 경력 합계         | 523  | 85   | 67   | 10   | 148  | 23   | 22   | 3    | 760  | 121  |

## 같이 보기
- A매치 100경기 이상 출전한 축구 선수 명단